# Джурджоана
Джурджоана (рум. Giurgioana) — село у повіті Бакеу в Румунії. Входить до складу комуни Поду-Туркулуй.
Село розташоване на відстані 215 км на північний схід від Бухареста, 56 км на південний схід від Бакеу, 111 км на південь від Ясс, 97 км на північний захід від Галаца, 146 км на північний схід від Брашова.

## Населення
За даними перепису населення 2002 року у селі проживали 113 осіб, усі — румуни. Усі жителі села рідною мовою назвали румунську.